# Ретовский, Отто Фердинандович
Отто Фердинандович Ретовский (нем. Otto Retowski, 30 ноября 1849, Данциг — 29 декабря 1925, Ленинград) — российский энтомолог и нумизмат.

## Биография
Родился в Данциге. Во время учёбы в гимназии заинтересовался нумизматикой, собрал коллекцию монет Данцига, с которой не расставался до конца жизни. После его смерти вдова Ретовского продала коллекцию Эрмитажу.
После окончания гимназии в 1868 году начал изучать естественные науки в Кёнигсбергском университете. В 1871 году обучение пришлось прервать, так как стипендию стали платить только студентам, участвовавшим в франко-прусской войне.
Ретовский нанялся домашним учителем к немецкому фабриканту на юге Подольской губернии. В 1874 году он сдал экзамен на звание учителя немецкого языка и в 1875 году начал работать учителем немецкого языка в Феодосии, в Феодосийской мужской прогимназии и Феодосийской женской гимназии. 4 апреля 1877 года, приняв присягу, стал российским подданным.
В свободное время занимался изучением природы Крыма, открыл несколько видов насекомых и моллюсков. Поддерживал дружеские отношения с директором Феодосийского музея древностей С. И. Веребрюсовым, который оформил Ретовского внештатным сотрудником музея. В 1878 году, после перевода Веребрюсова в Керчь, Ретовский был назначен директором музея.
Почти ежегодно совершал экскурсии по Крыму и Кавказу, составляя о них отчёты для естественно-научных обществ. В 1884 году по поручению Зенкенбергского общества естествоиспытателей побывал в Абхазии и Кубанской области, а в 1888 году — на северном побережье Малой Азии. Участвовал в проводившихся в Одессе съездах: в 1883 — на съезде естествоиспытателей, в 1884 — на VI археологическом съезде. Член Таврической учёной архивной комиссии.
В 1900 году, после смерти Юлиуса Иверсена, хранителя Монетного отделения Эрмитажа, был приглашён на освободившуюся должность, которую и занимал до 1924 года. В Петербурге сосредоточился уже только на нумизматических исследованиях. В 1910 году участвовал в Международном нумизматическом конгрессе в Брюсселе.
Умер 29 декабря 1925 года.

## Энтомология
Энтомологи, малакизоологи и палеонтологи назвали в честь Ретовского 23 различных вида и формы. В 1881 году Бёттгер в его честь установил название богатого видами рода жуков Buliminus - Retowska Boltger.
Именем Ретовского назван кузнечик Лесолюбка Ретовского — Anadrymadusa retowskii Adelung.

## Научные работы
- Монеты Гази Герая хана II, бен Давлет // ИТУАК. — 1889. — № 8. — С. 90—98;
- Указатель Феодосийского музея древностей / Сост. О. Ф. Ретовский. 4-е изд. — Феодосия, 1891;
- К нумизматике Гиреев (с 4 таблицами) // ИТУАК. — 1893. — № 18. — С. 73—118;
- К нумизматике Гиреев. Монеты Менгли-Герея I, первое дополнение // ИТУАК. — 1893. — № 19. — С. 79—89;
- Генуэзско-татарские монеты города Каффы (I) // ИТУАК. — 1897. — № 27. — С. 49—104;
- Генуэзско-татарские монеты города Каффы (II) // ИТУАК. — 1899. — № 29. — С. 1—52;
- Die Munzen der Girei // Труды Московского нумизматического общества. — М., 1901. — Т. 2. Вып. 3;
- Генуэзско-татарские монеты города Каффы (III) // ИТУАК. — 1902. — № 32. — С. 1—17;
- Генуэзско-татарские монеты // Известия Императорской Археологической комиссии. — СПб., 1906. — Вып. 18;
- Die Munzen der Komnenen von Trapezunt mit 15 Tafeln // Нумизматический сборник. — М., 1911. Т. 1;
- Die tithonischen Ablagerungen von Theodosia. Ein Beitrag zur Paläontologie der Krim // Bulletin de la Societe imperiale des naturalistes de Moscou. — N. S. T. 7. №. 2-3. — P. 206—301.

## Награды
Награждён орденами Святого Станислава 3-й степени (1879) и 2-й степени (1890), Святой Анны 3-й степени (1886) и 2-й степени (1895), Святого Владимира 4-й степени (1910).